# Master of Philosophy
De Master of Philosophy (afkorting: MPhil of M.Phil.; Latijn: Magister Philosophiae) is een postinitiële onderzoeksmaster. Deze één of tweejarige opleiding is gericht op studenten die een wetenschappelijke carrière ambiëren. Het masterprogramma is intensiever, specialistischer en gaat verder dan sommige initiële masterprogramma’s (MA of MSc). Het heeft als bedoeling om vooral kennis uit te diepen en onderzoekspotentieel te ontwikkelen binnen het onderzoeksdomein waar de student voor kiest. Deze opleiding kan eveneens beschouwd worden als een predoctoraatsprogramma dat voorbereidt op een promotietraject.
In Nederland heeft het ministerie in februari 2009 besloten om de MPhil graad niet meer te erkennen als afzonderlijke titel. Daarom stoppen de Nederlandse universiteiten met het verlenen van deze graad en zullen zij in de toekomst voor deze opleidingen de wettelijk erkende graad Master of Arts of Master of Science gebruiken.

## Oorsprong van MPhil
Master of Philosophy stamt oorspronkelijk uit Engeland waar het, in tegenstelling tot de gewone master, een researchmaster betreft. Het is een soort verkorte en uitgeklede versie van de PhD en wordt hier pas toegekend na afronding van een 'thesis'. In Engeland is de MPhil bedoeld als uitstroomgraad naar de arbeidsmarkt (dit in tegenstelling tot Nederland waar de MPhil dus specifiek een predoctoraat is). Echter, sommige universiteiten daar staan studenten toe hun MPhil alsnog op te waarderen naar PhD na twee additionele jaren van onderzoek.
Aan sommige universiteiten in de Verenigde Staten en Canada wordt eveneens een MPhil toegekend, maar dan aan zogenaamde ABD PhD-candidates. ABD (all but dissertation) PhD-candidates zijn promovendi die aan alle voorwaarden voldoen om te kunnen promoveren, maar nog geen dissertatie hebben geschreven (en vaak nog niet zijn begonnen aan het daarvoor benodigde onderzoek). Sommigen voltooien deze stap (soms doelbewust) niet, en stromen dus uit naar de arbeidsmarkt met alleen de M.Phil.

## MPhil in Nederland
In Nederland is dit type onderzoeksmaster de laatste jaren ingevoerd bij de universitaire alfa- en gammaopleidingen, dit vanwege het feit dat de huidige initiële masteropleidingen in deze richtingen slechts één jaar zijn en niet goed voorbereiden op de promotiefase. Daarentegen komt de MPhil vrijwel niet voor bij de bètaopleidingen in Nederland. De initiële universitaire masteropleidingen in deze richting bereiden wel goed voor op de promotiefase. Ze zijn namelijk twee jaar (i.p.v één jaar) en veel meer research-georiënteerd.
De Universitaire MPhil-opleidingen in Nederland worden verzorgd en gefinancierd door KNAW erkende onderzoeksscholen. De kandidaten dienen alreeds een mastergraad te bezitten en worden onderworpen aan een strenge selectieprocedure. Jaarlijks worden er maar een beperkt aantal studenten toegelaten omdat de studenten geacht worden door te kunnen stromen naar PhD of DBA programma's. De opleiding heeft een sterke internationale dimensie; ze wordt georganiseerd in het Engels en is gericht op een internationaal publiek. Ongeveer de helft van de studenten die zo’n programma volgen komt dan ook uit het buitenland.
MPhil-opleidingen worden gegeven aan de volgende Nederlandse universiteiten en studierichtingen:
| Erasmus Universiteit Rotterdam: | Business research, economics |
| Rijksuniversiteit Groningen:    | Filosofie, Economics & Business |
| Universiteit van Amsterdam:     | Economie, Literary Studies, Cultural Analysis |
| Universiteit Utrecht:           | Multidisciplinary Economics, Social science |
| Universiteit Leiden:            | Geschiedenis, archeologie, alle talen- en volkerenstudies, bestuurskunde, filosofie, politieke wetenschappen, psychologie, pedagogische wetenschappen |
| Universiteit Maastricht:        | Economy & financial research, ius commune and human rights research, Health Sciences, European Studies                                                |
| Universiteit van Tilburg:       | Business, economics, philosophy, social and behavioural sciences, law                                                                                 |
| Vrije Universiteit Amsterdam:   | Geschiedenis, letterkunde, linguïstics, oudheidstudies, economie                                                                                      |
| Tinbergen Instituut:            | Economics, Econometrics, Finance |

## MPhil in België
In België is de Master of Philosophy nog niet zo wijdverbreid. Alleen de Katholieke Universiteit Leuven heeft een MPhil-opleiding in de richting Wijsbegeerte. De studie duurt één jaar en wordt ook beschouwd als een predoctoraatsprogramma. Het vertoont grote overeenkomsten met de MPhil-programma's in Nederland en andere landen. Ook in België dienen de kandidaten al een reguliere master te bezitten (Master-na-Master) en worden zij streng geselecteerd.

## MSc (Research)
Sommige universiteiten kennen aan afgestudeerden van een postinitiële onderzoeksmaster niet de graad 'Master of Philosophy' toe, maar daarvoor in plaats de graad 'Research Master of Science', afgekort als MScRes of MSc(Res).
Bachelor-masterstructuur